# Fram Reykjavík
El Knattspyrnufélagið Fram (també conegut com a Fram Reykjavík) és un club islandès de futbol de la ciutat de Reykjavík.
El Fram és un dels clubs amb més èxits d'Islàndia: ha guanyat divuit títols de Lliga (l'últim el 1990) i set copes nacionals, i es considera un dels clubs més grans d'Islàndia. El Fram va dominar el futbol islandès durant la dècada de 1980 i principis de 1990. Van baixar de categoria el 2005, però van tornar a la primera divisió el 2006.

## Història
Va ser fundat l'1 de maig de 1908 amb el nom de Kári Reykjavík. El mateix any adopta el nom Fram. El 1914 se li uní el KR Fálkinn Reykjavik i el 1915 el KF Reykjavik.

## Palmarès
- Lliga islandesa de futbol: 18 1913, 1914, 1915, 1916, 1917, 1918, 1921, 1922, 1923, 1925, 1939, 1946, 1947, 1962, 1972, 1986, 1988, 1990
- Copa islandesa de futbol: 8 1970, 1973, 1979, 1980, 1985, 1987, 1989, 2013

## Seccions
També té uns potent secció d'handbol, campió d'Islàndia el 2006.